# Frederiksborgs län
Frederiksborgs län var ett danskt län fram till 1662. Det bestod av Kregme och Frederiksborg birk.